# Cambaxe
Cambaxe, também grafada como Kambaxe, é uma vila e comuna angolana que se localiza na província de Malanje, pertencente ao município de Malanje.